# Requiem (Verdena)
Requiem è il quarto album dei Verdena, pubblicato il 16 marzo 2007 sotto etichetta Universal. È stato pubblicato non solo in Italia, ma anche all'estero: in Svizzera nello stesso giorno, in Germania e Austria il 13 aprile e in Francia il 16 aprile.

## Descrizione
Viene pubblicato a distanza di tre anni dal precedente lavoro in studio del gruppo Il suicidio dei samurai e vede alla produzione i Verdena stessi. Solo due tracce vengono co-prodotte da Mauro Pagani (ex-Premiata Forneria Marconi): Angie e Trovami un modo semplice per uscirne. Queste due tracce, inoltre, sono state registrate presso lo studio Officine Meccaniche, mentre il resto dell'album è registrato nell'ex-pollaio adibito a sala prove e studio di registrazione HenHouse, spazio privato in cui sono stati registrati anche Il suicidio dei samurai e demo adolescenziali come Baby I Love You composta nel 1993.
Le registrazioni di Requiem sono iniziate nell'aprile del 2005 nell'Henhouse, pollaio adibito a studio di registrazione. Tra i primi pezzi scritti erano presenti, alcuni con titoli provvisori, Il gulliver, Chilometrica, Don Calisto, In Parte a me, Pazienza.
Angie, Trovami un modo semplice per uscirne e Non è sono tre dei dieci pezzi acustici abbozzati dal gruppo e sviluppati insieme a Mauro Pagani, che ha arrangiato i 3 pezzi alle Officine Meccaniche e ha dato piccoli consigli fonetici per la scrittura dei testi.
Le composizioni dell'album nascono principalmente da lunghe jam session e sperimentazioni in studio, aspetti che secondo Alberto Ferrari sono stati tralasciati durante la genesi dei precedenti album di inediti generando complessivamente atmosfere musicali più pop. Precedentemente i brani più sperimentali venivano messi da parte per andare a comporre le tracklist degli EP o le tracce aggiuntive delle edizioni in vinile. Così come l'approccio alle musiche, è stato cambiato anche l'approccio ai testi («Sono un pochino migliorati rispetto ai primi tempi. Ci ho speso più tempo del solito» afferma Alberto Ferrari) e alle linee vocali, rese più indipendenti dalle regole musicali che il cantante si prefissava.
Il disco fa la sua comparsa in un clima di grande attesa, specie fra i fans, dopo una lunga fase di preparazione che vede i Verdena attenti, a detta loro, a "selezionare" la gran quantità di idee venute fuori durante le improvvisazioni. Uniche anticipazioni del nuovo lavoro sono state alcune tracce (una su tutte Il Gulliver) eseguite direttamente in concerto con il pubblico. Il tutto aumenta l'attesa dell'album, mentre il precedente viene pubblicato all'estero (Francia, Svizzera, Germania e Austria) e le date in Italia diventano una rarità (nel 2006 l'unica tappa italiana è stata all'Arezzo Wave).
Il titolo è stato scelto perché considerato "universale" e per le sue qualità grafiche. La bassista Roberta Sammarelli spiega: «Cercavamo un titolo corto, una parola comprensibile ovunque, né italiana né inglese. Poi andando in giro abbiamo visto questa scritta su un cimitero...ci piace vederlo scritto, Requiem. Non lo colleghiamo al suo significato, insomma.»
Si tratta dell'ultimo album che vede la presenza di Fidel Fogaroli alle tastiere, lascerà la band durante le sessioni di registrazione.

### Copertina e illustrazioni grafiche
La copertina è la fotografia, poi riassemblata dal grafico Paolo De Francesco, di un dipinto eseguito dall'artista Paolo Facchinetti durante una fase della sua lavorazione, che raffigura i volti dei tre componenti del gruppo. Il dipinto in una fase avanzata della sua realizzazione appare in copertina della versione in vinile di Requiem. Le illustrazioni sono state realizzate da Alberto Ferrari con il contributo di alcuni amici del gruppo: Fenuk (Luca Ferrari), Marta Milanese, Cecilia Giabini.
Alberto Ferrari ha parlato di somiglianze con la copertina dell'album Bad Reputation dei Thin Lizzy. La copertina di Requiem è simile anche a quella del noto LP dei King Crimson Red. Quest'ultimo dato storico ha alimentato la voce secondo cui il titolo Red fosse l'acronimo del latino Requiem Eterna Dona ("dona l'eterno riposo"). Inoltre, "Requiem" è il titolo dell'ultima traccia di "Beat", album del 1982 dei King Crimson stessi.

## Singoli estratti
Il primo videoclip estratto è quello del brano Muori Delay, il secondo video invece è Caños, entrambi diretti da Marco Gentile. Il terzo video estratto è Angie, diretto da Francesco Fei, realizzatore anche del video di Nel mio letto e del primo video della storia dei Verdena, Valvonauta.
Invece per il quarto video dell'album è stato scelto Isacco nucleare, il gruppo ha organizzato un contest che vede coinvolti direttamente i fan. Si sono infatti affidati al portale multimediale qoob per spingere i fan ad interpretare e realizzare quello che potrebbe essere il video della canzone. Sono stati messi in palio 2000 euro, destinati al regista del videoclip scelto come vincitore dal gruppo stesso e 1000 euro al regista del vincitore del Qoob Choice Award, premio della critica del sito. Il concorso si è chiuso il giorno 10 dicembre 2007 mentre il videoclip del vincitore è stato presentato durante l'ultimo concerto del Requiem Tour il 16 dicembre 2007 al Garage di Milano.

## I brani
- Don Calisto è il soprannome, auto-affibbiato, di un amico del gruppo.[19]
- Marti in the Sky potrebbe essere una possibile citazione di Hole in the Sky dei Black Sabbath.
- Non prendere l'acme, Eugenio ricalca il titolo di una vecchia canzone dei Pink Floyd, Careful With That Axe, Eugene ("Attento con quell'ascia, Eugenio") dall'album Ummagumma.[7][20]
- Angie ha lo stesso nome di una canzone dei Rolling Stones,[7][20] così come una di Simon & Garfunkel, ricorda Blue Jay Way dei Beatles[20] e cita i Nirvana nel testo (compare il dissacrante "Dio è gay" ("God is gay"), già rintracciabile nel testo di Stay Away, decima traccia di Nevermind).[21]
- Il Gulliver è anche il neologismo con cui nel film Arancia meccanica viene chiamata la testa, o il cervello. Secondo le dichiarazioni di Alberto Ferrari, l'introduzione di batteria è ispirata a Rock and Roll dei Led Zeppelin (con qualche variante di grancassa nel secondo momento) dall'album Led Zeppelin IV.[22]
- Faro è anche un vecchio pezzo di Elio e le Storie Tese, ma probabilmente in questo caso il terzetto di Bergamo non è stato volutamente citazionista.[20]
- Il titolo de Il caos strisciante è un chiaro riferimento al racconto di H.P. Lovecraft, Nyarlathotep del 1920.
- Il titolo di Was? viene considerato erroneamente la parola inglese "era", invece è la traduzione di "cosa?" in tedesco.[21]
- Il titolo di Sotto prescrizione del Dott. Huxley si riferisce allo scrittore Aldous Huxley, profeta della mescalina, dal cui saggio Le porte della percezione i Doors hanno preso il nome.[20] Alla fine della traccia è presente, suonata al contrario, l'estratto di un canto di chiesa chiamato "Santa Maria del cammino", cantata direttamente dai fedeli. Paolo Baroni, fondatore del Centro Culturale San Giorgio, ha affermato in merito: "L'uso di preghiere cristiane a rovescio è tipico del satanismo che ne fa uso per scopi evocatori. Non sappiamo se i bergamaschi Verdena lo abbiano fatto per questo motivo, o più semplicemente per profanare un canto sacro."[23][24] La registrazione è stata effettuata direttamente dal gruppo, infatti davanti alla Henhouse (lo studio della band) passava una processione religiosa.[25]

## Accoglienza
Andrea Pomini sulla rivista musicale italiana Rumore scrive «Sessantatré minuti densi e coraggiosi in cui convivono psichedelia onirica e mazzate nirvaniane, malinconiche oasi acustiche e intermezzi strumentali d'ambiente, in un clima molto anni Settanta.»

## Tracce
Il disco è stato pubblicato anche su vinile, reperibile quasi esclusivamente ai concerti, con due tracce bonus e una copertina in carta riciclata come contributo a Greenpeace. L'edizione in vinile si compone di due dischi.

### Versione CD
1. Marti in the sky - 0:23
2. Don Calisto - 3:02
3. Non prendere l'acme, Eugenio - 6:05
4. Angie - 3:44
5. Aha - 1:06
6. Isacco nucleare - 4:18
7. Caños - 3:43
8. Il Gulliver - 11:54
9. Faro - 0:47
10. Muori Delay - 2:42
11. Trovami un modo semplice per uscirne - 3:34
12. Opanopono - 1:50
13. Il caos strisciante - 4:35
14. Was? - 2:06
15. Sotto prescrizione del dott. Huxley - 12:35

### Versione LP
Lato A
1. Marti in the sky - 0:23
2. Don Calisto - 3:02
3. Non prendere l'acme, Eugenio - 6:05
4. Angie - 3:44
5. Aha - 1:06
6. Isacco nucleare - 4:18

Lato B
1. Caños - 3:43
2. Il Gulliver - 11:54
3. Faro - 0:47

Lato C
1. Muori Delay - 2:42
2. Trovami un modo semplice per uscirne - 3:34
3. Iridio - 1:50
4. Il caos strisciante - 4:35
5. Was? - 2:06

Lato D
1. Sotto prescrizione del dott. Huxley - 12:35
2. Non è... - 4:05

## Formazione
- Alberto Ferrari - voce, chitarra elettrica ed acustica, mellotron; basso in Muori delay e Was?, pianoforte in Angie, rhodes in Sotto prescrizione del dott. Huxley
- Roberta Sammarelli - basso, cori
- Luca Ferrari - batteria, percussioni, sintetizzatore; xilofono e rhodes in Il caos strisciante, xilofono e mellotron in Sotto prescrizione del dott. Huxley
- Fidel Fogaroli - tastiere, rhodes in Il Gulliver e Was?, djembe in Was?

### Altri musicisti
- Mauro Pagani - mellotron in Trovami un modo semplice per uscirne, harmonium in Angie
- Andrea "Chaki" Gaspari - rhodes in Muori delay
- Gabriele Ferreri - percussioni in Il caos strisciante

## Classifiche

### Andamento nella classifica FIMI
| Italia    | Italia | Italia | Italia | Italia | Italia | Italia | Italia | Italia | Italia | Italia |
| Settimana | 01     | 02     | 03     | 04     | 05     | 06     | 07     | 08     | 09     | 10     |
| --------- | ------ | ------ | ------ | ------ | ------ | ------ | ------ | ------ | ------ | ------ |
| Posizione | 8      | 19     | 28     | 30     | 27     | 53     | 62     | 62     | 70     | 57     |